# Rider
Rider — комерційне інтегроване середовище розробки для різних мов програмування (C#, VB.NET, F#, JS та ін.) від компанії JetBrains. Система поставляється у вигляді комерційної версії, для якої активні розробники відкритих проєктів або студенти мають можливість отримати безкоштовну ліцензію.

## Історія
Перша версія JetBrains Rider з'явилася 3 серпня 2017 року й швидко здобула популярність. Дизайн середовища орієнтовано на продуктивність праці програмістів, дозволяючи їм сконцентруватися на розробці функціональності, тоді як Rider бере на себе виконання рутинних операцій.
Починаючи з версії 2022.1 Rider повністю підтримує розробку ігор на Unreal Engine та функцію віддаленої розробки у режимі бета-версії.
З версії 2022.3 з'являється новий інтерфейс який можна увімкнути у налаштуваннях.
У версії 2023.2 з'являється AI Assistant, це помічник на основі штучного інтелекту. AI Assistant вміє аналізувати код, пояснювати значення коміту та створювати файли Unity відповідно до специфікації.

## Огляд можливостей
Середовище Rider підтримує інструменти для проведення тестування, системи контролю версій CVS, Subversion, Mercurial і Git, мови програмування платформи .NET, JS, TS, C++ та Python(за допомогою офіційного плагіну). Підтримується розробка застосунків для Windows, ігор на Unity та мобільних додатків за допомогою платформи Xamarin. Також до складу входить XML-редактор, редактор регулярних виразів, система перевірки коректності коду. Доступні засоби інтеграції з системами відстеження помилок JIRA, Trac, Redmine, Pivotal Tracker, GitHub, YouTrack, Lighthouse.